# 我的Mr. Right
《我的Mr. Right》（英語：My Mr.right），是一部於2015年上映的愛情喜劇電影。由林美秀、庹宗華、陳為民、王睿、謝麗萍、陳佑軒領銜主演。台灣於2015年3月6日上映。

## 演員陣容
| 演員姓名 | 角色名稱 | 介紹 |
| 林美秀   | 秀美     |      |
| 庹宗華   | 世傑     |      |
| 王睿     | 王浩     |      |
| 蘇暢     | 蘇小寧   |      |
| 陳為民   | 周英俊   |      |
| 謝麗萍   | Anna     |      |
| 陳佑軒   | Wilson   |      |
| 陳慧敏   | Nancy    |      |

## 電影歌曲
| 曲別   | 歌名 | 演唱者 | 作詞 | 作曲 | 備註 |
| 主題曲 |      |        |      |      |      |
| 插曲   |      |        |      |      |      |

## 工作人員
- 出品人：卜宇、葉霆劭
- 監製：陳劍
- 聯合監製：霍少威、拿督斯里、鄭水興、黃慶輝、林清炎
- 製片人：許鈞
- 導演：周學立Yoko Chou
- 編劇：周學立Yoko Chou
- 副導：王一帆、李悟
- 聯合編劇：李悟、許鈞
- 製作公司：Shining Production Sdn. Bhd. / 華映娛樂
- 候期總監：胡仲光
- 攝影指導：常小揚
- 燈光：林發祥
- 剪輯：陳建志
- 收音：潘國強
- 後期音效：瓦器錄音室、許政高、傑佛瑞

## 外部連結
- 我的Mr. Right的Facebook專頁
- 香港影庫上《我的Mr. Right》的資料（繁體中文）
- 互联网电影数据库（IMDb）上《我的Mr. Right》的资料（英文）
- 華映娛樂的Facebook專頁

| 台灣 衛視電影台 全台首播 |
| ------------------------ |
| 我的Mr. Right            |